# Pristomerus imperfectus
Pristomerus imperfectus är en stekelart som beskrevs av Dasch 1979. Pristomerus imperfectus ingår i släktet Pristomerus och familjen brokparasitsteklar. Inga underarter finns listade i Catalogue of Life.